# 覺王山日泰寺
覺王山日泰寺 （日语：／） 是位於愛知縣名古屋市千種區的超宗派寺院，為了安放泰國所贈送的真舍利（釋迦佛陀的遺骨）所創建。「覺王」為釋迦佛陀的別名，而「日泰」則表示日本及泰國。
覺王山是日本少數不屬於任何宗派的超宗派寺院，由各宗派（現有19個宗派參與其中）的管长每三年交替擔任住持（但院內北側所設置的僧堂由曹洞宗管理）。不同宗派的住持可能遵奉不同的經書。
而真舍利安置於離院內本堂有段距離的「奉安塔」中。
院內也有向日本捐贈真舍利的拉瑪五世像，駐日泰國大使一向會在其生日前來參拜。且在日本的泰國人也常来此参拜。
每月的21日有市集，院內和门前大概600公尺的參道（商店街）有日用雜貨、生鮮食品、外食攤販等將近100間店家營業，人潮眾多。商店街每年春、夏、秋还会举办觉王山祭，除了市集还会有文艺演出。

## 起源和歴史
- 明治31年（1898年）發現佛教祖師釋迦牟尼（喬達摩‧悉達多）的遺骨、真舍利。由英國人William C. Peppe發掘了水晶製的舍利容器，並確認古代文字解讀的結果。
- 明治32年（1899年）遺骨真舍利由英國交給暹邏國（現在的泰國）。
- 明治33年（1900年）遺骨真舍利由暹邏國王拉瑪五世贈與日本國民。
- 明治37年（1904年），為了安奉真舍利及黃金釋迦牟尼像，創建覺王山日暹寺。
- 大正3年（1914年）維修寺廟建築。
- 昭和24年（1949年），為配合暹邏國改為泰國，而改名為日泰寺。

## 院内
除了一部分被指定為文化資產的建物，本堂、普門閣、山門等大部分建筑物都是鋼筋水泥所造，院內大小在創建當時雖有大約10萬坪，但現在有則大約4萬坪。
- 本堂 - 昭和59年落成，由魚津常義設計，竹中工務店施作。內部中央安置了泰國政府於明治33年連同真舍利一同捐贈的釋迦牟尼金銅佛，並作為本尊。本尊兩側所裝飾的繪畫為高山辰雄之作品。
- 普門閣 - 位於本堂西側的巨大祭事場（多用途會館）。
- 五重塔 - 平成9年建立，高30公尺。
- 山門 - 昭和61年建立。左右兩側供奉了由圓鍔勝三所作的阿難、迦葉像。
- 鳳凰台 - 大書院。名古屋指定文化財。[1]不公開。
- 八相苑 -鳳凰台的北側。伴隨著下述草結庵移建所造之近代枯山水日本庭園，不公開。
- 草結庵 - 於昭和37年由名古屋市中區的長榮寺所移建的茶室。傳說為江戶中期表千家茶人高田太郎庵所喜愛，有三疊台目（完整三帖＋台目畳一帖）、相伴席，其结构與藪內流的燕庵幾乎相同。為愛知縣指定文化資產[2]。不公開。
- 同夢軒 - 上述草結庵移建時，作為草結庵的副席所建之茶室。五畳台目。不公開。
- 僧堂 - 現已成為曹洞宗的專門修行道場。
- 奉安塔 - 為了安放真舍利而於大正7年所建。由伊東忠太以健馱羅樣式為模版設計。東側有廣大的墓地，為愛知縣指定文化資產。[3]
- 奉安塔礼拜殿[4]、通天門[5]、土塀[6]- 登録有形文化財[7]。

## 圖片
- 拉瑪5世像拉瑪5世像
- 泰國国宝金銅釋迦佛像
- 日泰寺奉安塔的通天門
- 禮拝殿（往內可看到奉安塔）
- 覺王山八十八所靈場巡禮
- 毎月21日的緣日

## 註腳
1. ↑  . 愛知県. 2012-10-19  [2013-05-23]. （原始内容存档于2021-01-12）.
2. ↑  . 愛知県.   [2013-05-23]. （原始内容存档于2016-05-11）.
3. ↑  . 愛知県.   [2013-05-23]. （原始内容存档于2015-12-22）.
4. ↑  . 国指定文化財等データベース（文化庁）.   [2017-02-04]. （原始内容存档于2017-02-04）.
5. ↑  . 国指定文化財等データベース（文化庁）.   [2017-02-04]. （原始内容存档于2017-02-04）.
6. ↑  . 国指定文化財等データベース（文化庁）.   [2017-02-04]. （原始内容存档于2017-02-04）.
7. ↑  . 愛知県.   [2013-05-29]. （原始内容存档于2015-08-11）.

## 外部連結
- 覚王山日泰寺 （页面存档备份，存于）
- 日本国外務省:日タイ修好120周年　日泰寺 （页面存档备份，存于）
- 在京タイ王国大使館＞覚王山日泰寺の歴史 （页面存档备份，存于）
- 日泰寺と周辺 （页面存档备份，存于）
- 愛知の公式観光ガイド AICHI NOW　日泰寺 （页面存档备份，存于）